# Lîpovîi Skîtok, Vasîlkiv
Lîpovîi Skîtok (în ucraineană Липовий Скиток) este un sat în comuna Danîlivka din raionul Vasîlkiv, regiunea Kiev, Ucraina. În secolul al XIX-lea, satul făcea parte din volostul Hlevaha, uezdul Kiev.

## Demografie
Componența lingvistică a localității Lîpovîi Skîtok
     Ucraineană (93,61%)
     Rusă (6,02%)
Conform recensământului din 2001, majoritatea populației localității Lîpovîi Skîtok era vorbitoare de ucraineană (93,61%), existând în minoritate și vorbitori de rusă (6,02%).